# KICHIJOJI SHUFFLE
KICHIJOJI SHUFFLE（キチジョウジ シャッフル）は、東京都武蔵野市吉祥寺にあるライブハウスである。吉祥寺駅から徒歩2分。走れば30秒。2007年7月7日開店。
吉祥寺SHUFFLE、吉祥寺シャッフルとも呼称される。

## 概要
「SHUFFLE（シャッフル）」とは日本語で「混ぜ合わせる」を表し「ジャンルを問わず様々なアーティストに出演して頂きたい」「今までにないオシャレなライブハウスにしたい」との願いで付けられた。メジャー、インディーズ問わず、学生イベントなどにも、対応している。
吉祥寺駅から徒歩2分と交通の便も良く、音響設備（デジタル卓の導入、高音質のスピーカーシステム）、照明設備（ムービング4台、レーザー2台、ミラーボール）、映像設備（巨大スクリーン、ホールモニター2台、配信用カメラ5台、配信用PC）が導入されている。
ライブイベント、フリースペース（お笑いイベント、トークイベント、ダンスイベント、結婚式の2次会など）あらゆるホールレンタルイベントにも対応している。
2020年、新型コロナウイルスの影響で通常通りの営業をするのが難しくなる中、3月初旬にいち早く配信システムを導入。撮影、配信の全てを自社スタッフで行い、高画質で配信が出来るシステムを構築する。
その後、YouTubeチャンネル「【公式】KICHIJOJI SHUFFLE」を開設し、ライブ映像などの様々な動画をUPしている。
また、シンガーソングライターのあいみょんが2020年11月6日、無観客ライブ『AIMYON Streaming Live “おいしいパスタがあると聞いて”』を行っている。
この模様は、ライブストリーミング配信プラットフォームTwitchのAmazon Music Japanチャンネルにて無料配信された。
ライブ終了後、自身のTwitterで「インディーズの頃からずっとお世話になってたライブハウスで歌えて嬉しかった。2015年に初めて君はロックを聴かないを演奏した場所でもある！なんか色々思い出が巡ってきて、あー。頑張ろうって思った」と呟いている。
現在、音楽ストリーミングサービスや音楽ダウンロード・音楽配信サイト（Apple Music、Spotify、AWA、moraなど）で、当時のライブ音源3曲が視聴・購入できる。
- 君はロックを聴かない（Live at KICHIJOJI SHUFFLE, 2020.11.6）
- ハルノヒ（Live at KICHIJOJI SHUFFLE, 2020.11.6）
- マシマロ（Live at KICHIJOJI SHUFFLE, 2020.11.6）

## 施設概要
- オープン：2007年7月7日
- 所在地：東京都武蔵野市吉祥寺南町2丁目6-10　フジパームビルB1F
- 運営会社：株式会社G-SOUND[1]
- 最寄駅：JR 吉祥寺駅（中央・総武線（各駅停車）、中央線（快速））、京王 吉祥寺駅（井の頭線）
- 収容人数：160人（スタンディング） / 80人（椅子を置いた場合など）
- クローク：受付にて500円で利用可能

## 主な過去出演アーティスト
A
- A.F.R.O
- ACT ONE AGE[2]
- AJISAI
- ASPARAGUS
- Asuralbert II[3]
- Alaska Jam

B
- BACK-ON
- bless4
- BLUEVINE[4]
- Broken By The Scream

C
- ［Champagne］
- Charisma.com
- Cocco
- COMEBACK MY DAUGHTERS

E
- eill
- ET-KING

F
- FINLANDS
- FIVE NEW OLD
- FUZZY CONTROL

H
- HARUKA（Softly）
- HINTO
- HighsidE[5]
- HYLUL

I
- imiga（カイワレハンマー）
- INNOSENT in FORMAL
- iri
- ISEKI（キマグレン）

J
- JANGA69
- JENNI
- JUNK FUNK PUNK

K
- kolme
- KING

L
- LUNKHEAD

M
- MAGIC OF LiFE
- Maison book girl
- MALCO
- misono
- moumoon
- Muvidat[6]
- mzsrz

N
- NIKIIE
- Non Stop Rabbit
- NATCHIN（SIAM SHADE）

O
- Official髭男dism

P
- phatmans after school
- Plan-B[7]

R
- Ran
- ROU

S
- →SCHOOL←
- SPiCYSOL
- SALTY DOG
- SEX MACHINEGUNS

T
- the irony
- THE SxPLAY（菅原紗由理）
- This is LAST
- THE BIG HIP

U
- UNIST

Y
- Yeti

Z
- ZYUN.

あ
- あいみょん
- 荒井麻珠
- アルコ＆ピース
- 秋山黄色
- 大石昌良
- 大森靖子

か
- 上木彩矢
- 兼近 大樹（EXIT）
- 木下百花
- 岸利至
- 岸洋佑
- 清 竜人TOWN
- 空想委員会
- グッドモーニングアメリカ
- ケラケラ
- コヤマヒデカズ（CIVILIAN）

さ
- 榊原徹士
- ザ・マスミサイル
- 指田郁也
- 坂詰美紗子
- サンコンJr.（ウルフルズ）
- シクラメン
- 渋谷すばる
- ☆イニ☆（スカイピース）
- ぜったくん-zettakun-
- ゾフィー

た
- 髙橋颯
- 高橋まこと（BOØWY）
- 竹原ピストル
- 竹内サティフォ（ONIGAWARA）
- 田中聖
- 辻 詩音
- デッカチャン（DJ DEKKA）

な
- 中村 中
- 中村千尋
- 永島聖羅
- ニガミ17才
- 西川 進
- 根岸孝旨
- ねごと
- 野呂佳代

は
- 爆弾ジョニー
- ハシグチカナデリヤ
- 春ねむり
- 半﨑美子
- ピアノゾンビ
- 藤田麻衣子
- 豊満乃風[8]
- 星村麻衣

ま
- ましのみ
- 真っ白なキャンバス
- 魔法少女になり隊
- ミオヤマザキ
- みきなつみ
- 民族ハッピー組
- 森 恵

や
- ヤジマX（モーモールルギャバン）
- 山田タマル
- 山崎大輝
- 夕闇に誘いし漆黒の天使達

ら
- ラブリーサマーちゃん
- リリィ、さよなら。